# Вілсон Самаке
Вілсон Самаке (фр. Wilson Samaké, нар. 30 березня 2004, Вітрі-сюр-Сен) — французький і малійський футболіст, нападник команди «Ренн-2».
Виступав за олімпійську збірну Малі.

## Клубна кар'єра
Народився 30 березня 2004 року в місті Вітрі-сюр-Сен. Вихованець футбольної школи клубу «Ренн».
У дорослому футболі дебютував 2021 року виступами за його другу команду на рівні Національного чемпіонату 2.

## Виступи за збірні
2023 року залучався до складу молодіжної збірної Малі. На молодіжному рівні зіграв у 3 офіційних матчах, забив 1 гол.
У складі олімпійської збірної Малі — учасник футбольного турніру на Олімпійських іграх 2024 року в Парижі, де виходив на поле в одній грі групового турніру, який малійцям подолати не вдалося.

## Статистика виступів

### Статистика клубних виступів
Станом на 30 липня 2024
| Сезон             | Команда           | Чемпіонат         | Чемпіонат | Чемпіонат | Національний кубок | Національний кубок | Національний кубок | Континентальні кубки | Континентальні кубки | Континентальні кубки | Інші змагання | Інші змагання | Інші змагання | Усього | Усього | Усього |
| Сезон             | Команда           | Ліга              | Ігор      | Голів     | Ліга               | Ігор               | Голів              | Ліга                 | Ігор                 | Голів                | Ліга          | Ігор          | Голів         | Ігор   | Голів  |        |
| ----------------- | ----------------- | ----------------- | --------- | --------- | ------------------ | ------------------ | ------------------ | -------------------- | -------------------- | -------------------- | ------------- | ------------- | ------------- | ------ | ------ | ------ |
| 2021–22           | «Ренн-2»          | НЧ2               | 10        | 1         |                    | -                  | -                  |                      | -                    | -                    |               | -             | -             | 10     | 1      |        |
| 2022–23           | «Ренн-2»          | НЧ2               | 27        | 7         |                    | -                  | -                  |                      | -                    | -                    |               | -             | -             | 27     | 7      |        |
| 2023–24           | «Ренн-2»          | НЧ3               | 25        | 20        |                    | -                  | -                  |                      | -                    | -                    |               | -             | -             | 25     | 20     |        |
| Усього за кар'єру | Усього за кар'єру | Усього за кар'єру | 62        | 28        |                    | -                  | -                  |                      | -                    | -                    |               | -             | -             | 62     | 28     |        |